# سالخارد
سالخارد (به روسی: Салехард) یکی از شهرهای روسیه و مرکز ناحیه خودگران یامالو-ننتز است.
دمای هوا در این منطقه در ماه‌های مختلف سال بین ۳۰+ تا ۶۰- درجه سانتیگراد در نوسان است.